# Casa pairal (Cellers)
La Casa pairal és un edifici de Cellers, al municipi de Castell de Mur (Pallars Jussà) inclosa a l'Inventari del Patrimoni Arquitectònic de Catalunya.

## Descripció
Edifici cantoner de planta baixa i pis amb portal adovellat on hi figura el nom, Pau Proi i la data de 1182. Finestra amb llindes de pedra treballada encara que pintada de blanc. Portons de fusta treballada i tirants de ferro al balcó afegit al xamfrà. Coberta d'uralita.